# Alte Oper (Erfurt)

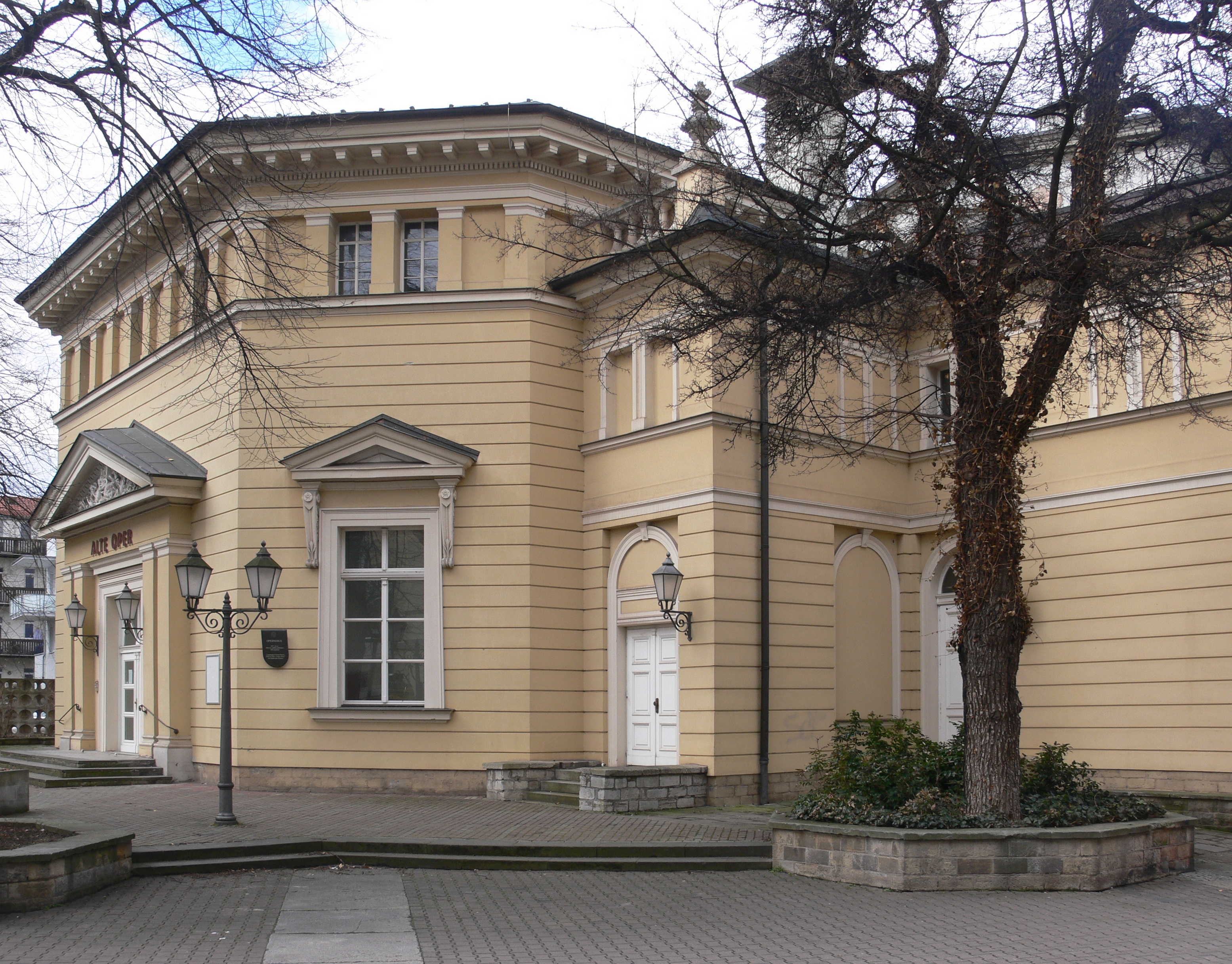
Eingangsbereich der Alten Oper

Die Alte Oper ist ein Veranstaltungsort in der thüringischen Landeshauptstadt Erfurt. Sie befindet sich im Südwesten der Altstadt in der Gorkistraße, knapp 400 Meter südlich des Doms. Das Haus verfügt über einen Saal mit 970 Sitzplätzen, eine Drehbühne sowie 32 Züge.

## Geschichte
Die Alte Oper wurde 1867 von Heinrich Sahlender im klassizistischen Stil errichtet. Zunächst diente sie als Sommertheater. 1892 kaufte die Stadt Erfurt das Haus und ließ es zwischen 1893 und 1895 von Stadtbaurat Paul Peters zu einem städtischen Theater- und Opernhaus umbauen. Am 15. September 1894 feierte man die Eröffnung des neuen „Stadt-Theaters“, das Steh- und Sitzplätze besaß, und in dem in der Folge Opern, Operetten, Possen mit Gesang, Schauspiele sowie Ballettaufführungen dargeboten wurden. Das Haus wurde ferner Sitz und wichtigste Spielstätte des Erfurter Orchesters, das dort auch Sinfoniekonzerte aufführte. Ein stetig wiederkehrendes Problem war jedoch die schlechte Bausubstanz, die dazu führte, dass das Gebäude erstmals 1896 und auch in späteren Jahren häufiger von der Baupolizei gesperrt wurde. Ab 1923 zeichnete die Stadt auch für die Finanzierung verantwortlich. 
Während der Zeit des Nationalsozialismus erfolgte unter der regimetreuen Intendanz die Umbenennung in „Deutsches Volkstheater“. Obschon das Opernhaus im Zweiten Weltkrieg von Luftangriffen verschont blieb, fanden dort in den letzten Jahren des Krieges nur noch vereinzelte Aufführungen statt. Mit Einverständnis und Genehmigung der sowjetischen Militäradministration konnte das Haus bereits am 21. Juni 1945 als „Stadttheater“ wiedereröffnet werden; ab 1956 war es Teil der „Städtischen Bühnen Erfurt“ und wurde in „Opernhaus“ umbenannt. 1969 erfolgte eine umfassende Sanierung.
Aus bauordnungsrechtlichen Gründen musste die Alte Oper am 8. Juni 1997 geschlossen werden, woraufhin das Theater Erfurt nun allein das Schauspielhaus im Klostergang nutzte. Da die Sanierung der Alten Oper von der Stadt Erfurt mit 80 Millionen DM, nach heutiger Währung inflationsbereinigt 66,4 Millionen Euro, veranschlagt wurde, entschloss sie sich zu einem Neubau für das Theater, der 2003 bezogen wurde.
Die Zukunft des alten Gebäudes war zunächst unklar, auch an einen Abriss wurde gedacht. Ab 2003 wurde das Haus vom Erfurter Unternehmer und heutigen Intendanten Wolfgang Staub langfristig gepachtet, für zirka 2 Millionen Euro (inflationsbereinigt 3 Millionen Euro) saniert und am 15. September 2004 als Spielstätte für Operetten, Musicals, Revuen, Kabaretts und Konzerte wiedereröffnet. Die Alte Oper Erfurt ist heute eine der drei Spielstätten von Staubs Veranstaltungs- und Kongresszentrum DASDIE. Für seine Leistungen wurde Staub von der Thüringer Allgemeinen als Kandidat für den Kulturpreis der Stadt Erfurt nominiert.